# クレムリンの赤い星

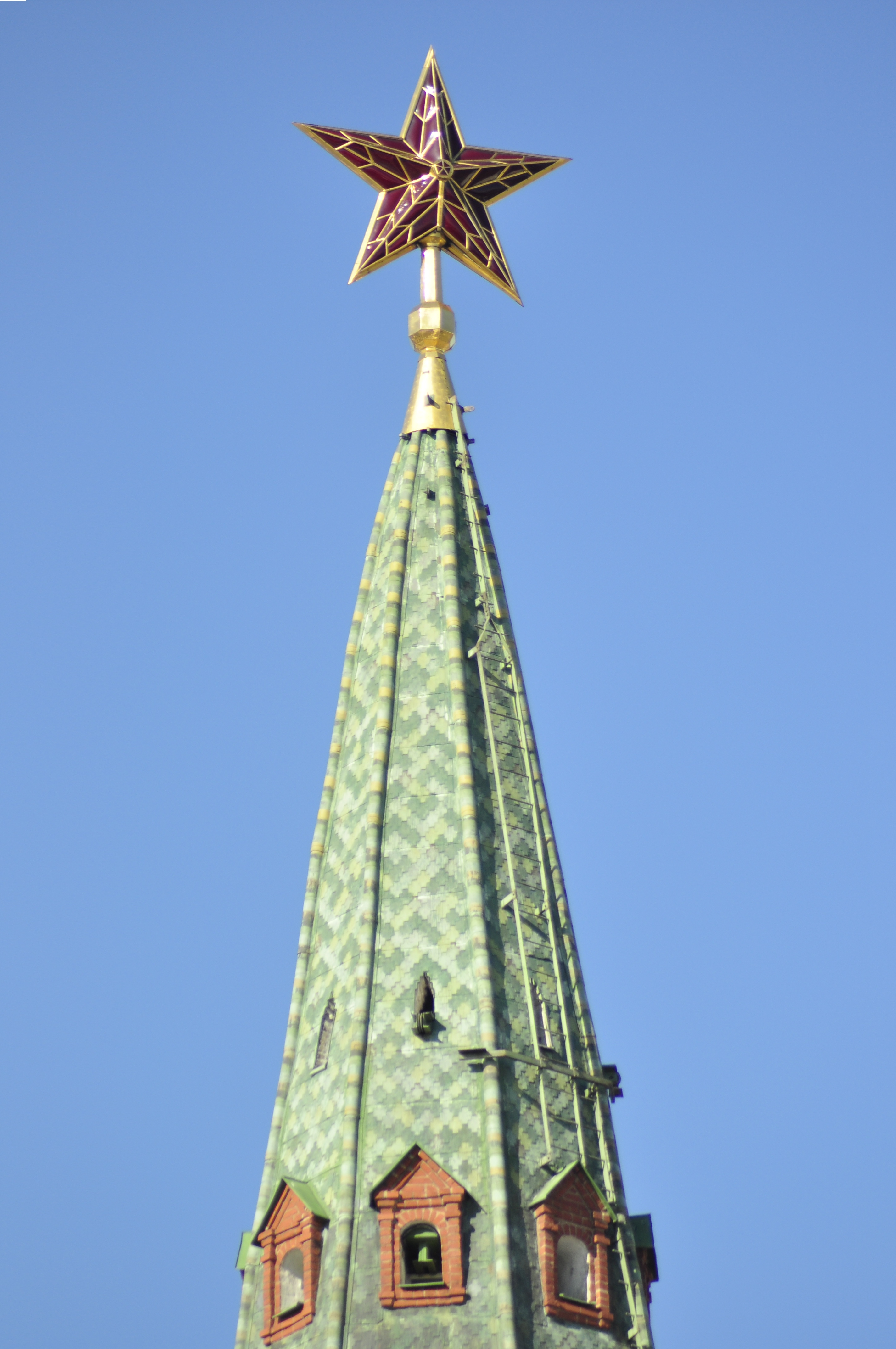
クレムリンの星

クレムリンの赤い星（ロシア語: Кремлёвские звёзды）はロシアのクレムリンの塔に設置された五角形の光るルビー色の星。帝政ロシアを象徴してきた双頭の鷲を赤い星に置き換えたものである。1930年代にクレムリンのスパスカヤ、トロイツカヤ、ニコリスカヤ、ホロヴィツカヤ、ヴォドヴズヴォドナヤの五つの塔に設置された。

## 導入
クレムリンの塔には従来ロシア帝国の国章でもあった、巨大な金色の双頭の鷲の像が設置されていた。これらの双頭の鷲は1917年の十月革命以降も相当の期間そのまま設置されていた。その後、これを付け替えることとなり、1935年10月25日、最初のクレムリンの赤い星がスパスカヤ塔の頂上に設置された。翌週の間には、別の三つの星もトロイツカヤ塔、ニコリスカヤ塔及びホロヴィツカヤ塔に設置された。各々の星の骨の部分はステンレス鋼により制作され、銅製の鍍金で覆われ、金色となっていた。骨の間にはウラル山脈から採掘された半貴石で作られたプレートを嵌め、両面に鎌と槌が飾り付けられていた。
最初のクレムリンの星の設置は、半貴石の表面が、光沢が少なく要求された面付けができなかったため、設計者の要求に満たしていなかった。このため、1937年、十月革命の20周年記念に、これらの星はルビーガラスで作られた新しいものに置き換わった。同様に、もう一つの星もヴォドヴズヴォドナヤ塔に設置された。以前の半貴石でできた星はセヴェルニ・レチノイ・ヴァグザールすなわちモスクワ運河に面したモスクワ北河川ターミナルの塔の上に存在する。

## 赤い星の特徴

デザイン

この五光星の大きさと形は塔の高さと塔の大きさに調和する建築学的特長から決められた。塔の先端と光束の終わる点の間隔はヴォドヴズヴォドナヤ塔で合計3メートル、ホロヴィツカヤ塔で3.2m、スパスカヤ塔で3.75mになった。クレムリンの星の軸の構造は、ステンレス鋼であり、空間的な五光星を示しており、これらの先端は四角錐になっている。耐久性と剛性は一平方メートル当たり200重量キログラムの暴風、2キロパスカルが当たっても立っていられるように設計されている。1ｔ近い質量にもかかわらず、この星は風の変化と方向にあわせてかなり簡単に回転する。また、星型の形状から常に正面を風に向けている。クレムリンの星は内部の電球で照明されており、このため空を背景にして見ることが出来る。星の内部の光の配分は反射鏡方式によって確実にされており、これはプリズムガラスの板で構成されている。送られる電気量はヴォドヴズヴォドナヤ塔とホロヴィツカヤ塔で3.7kW、残りの3つでは5kWで、これらのランプから放たれる光はクレムリンの星の昼夜を問わない良い視認性を保障している。ランプの発光効率はワットあたり22ルーメンである。5kWランプの長さは383mmの長さで、その直径は177mmである。ランプは多くの熱を発生させており、この熱を冷やす必要性がある。このため、タワーには2台の送風機が準備されている。

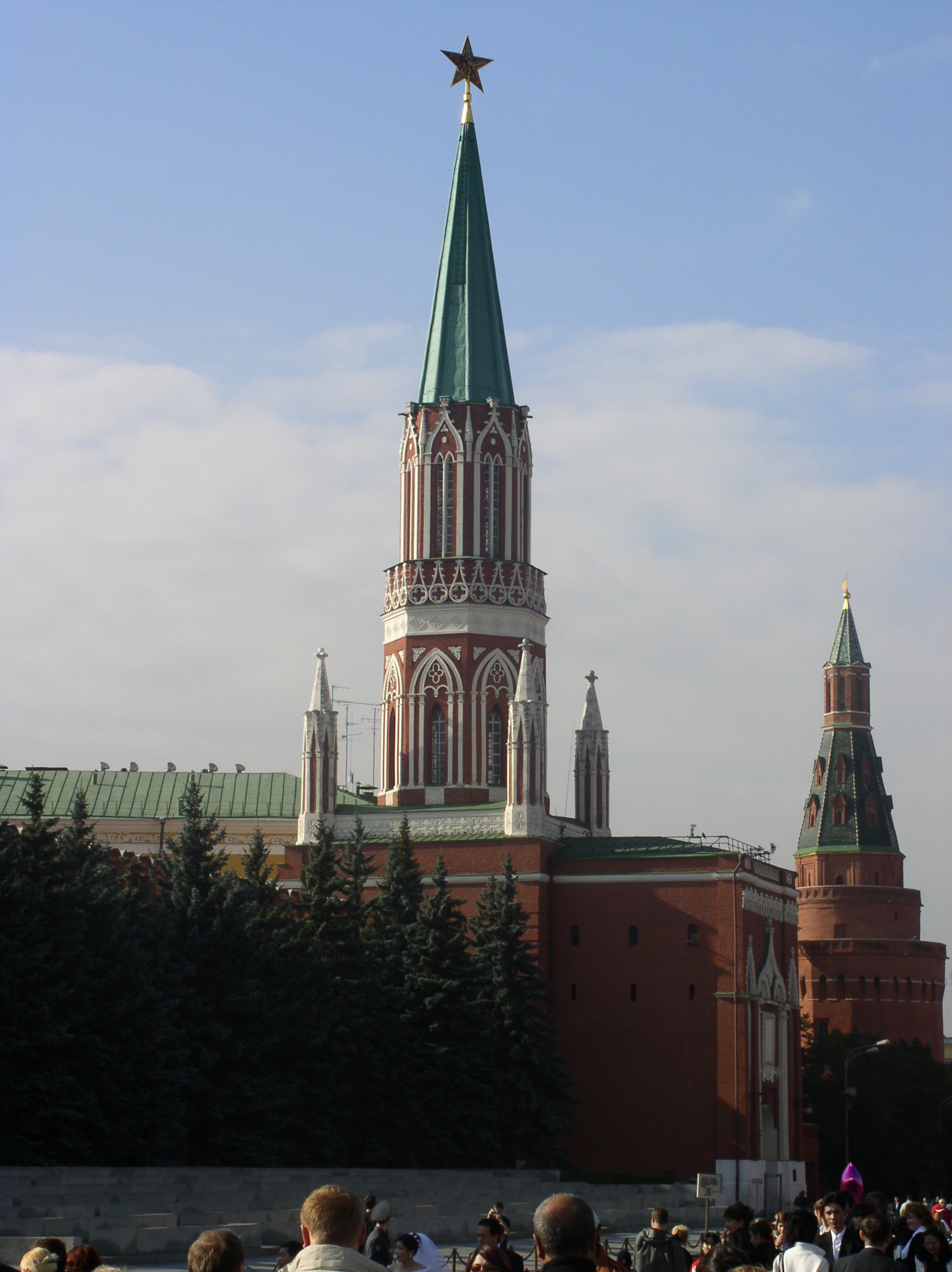
ニコリスカヤ塔

星がガラスで覆われるようになった時、専門家は星は夜の間、明るく輝き、ルビーの赤い色が一日中保たれていなければいけないので、ランプの中のフィラメントが見えない状態を保つ必要があるという事実を熟慮しなければならなかった。同様に、専門家は太陽によって外側から照らされる赤いガラスが、ほとんど黒色にしか見えないという事実にも熟慮しなければならなかった。1946年、専門家はその星のために異なる種類のガラスの組み合わせを導入した。すなわち、赤ルビーと乳白色のガラスの間に、透明結晶のガラス層が挿入されたということである。乳白色のガラスはランプの光を分散させ、と同時に、日中の光のほとんどを反射し、一日の間ルビーガラスの暗さを和らげた。星の光束の色調の強調を成し遂げるために、異なる色合いのルビーガラスが取り付けられており、これらは620ナノメートルより波長の短い赤色光線のみを吸収する。星の中のガラスの厚さは6-8nmであり、ガラスの表面積は総計6m2である。乳白色、透明色、ルビー色の特別な3層のガラス板で、これはグシ＝フルスタリヌイのガラス工場で生産された。ルビー色の層はコロダイルゴールドをガラスに加えることで色づけられている。
クレムリンの星を整備するための機械は塔の内部にある。特別な昇降装置は、埃と煤を除去するための星の内側及び外側の定期的な清掃を可能にする。機械は燃え尽きたランプを30-35分で交換する。特別管理室にいる専門家は、機械の動作を管理している。

## 双頭の鷲再建の議論
1991年にソビエト連邦が崩壊すると、クレムリンの赤い星を双頭の鷲に戻すという主張がロシアに出現した。また2010年にスパスカヤ塔とニコルスカヤ塔で古代のイコンが発見された後、ドミートリー・メドヴェージェフ大統領 に双頭の鷲をスパスカヤ塔に戻すよう訴える動きも起きた。2015年にスパスカヤ塔の改修が行われた際に、星を双頭の鷲に置き換える可能性という噂が立った。
しかしロシア連邦共産党は下院の指導者に訴えた状況を明確にするよう要求し、クレムリンの司令官であるセルゲイ・クレブニコフから次のような回答を受け取った。「省エネの観点からランプをより安価なものに交換することを検討している。足場が塔から取り除かれると、双頭の鷲ではなく、洗われ、磨かれ、輝くクレムリンの紅い星が見える。」議論を通じてロシア連邦共産党は一貫して星の交換に反対している。セルゲイ・オブホフは、星を双頭の鷲に置き換えるという大統領への訴えを「反歴史的、反国家的、反正統的」であると思う。クレムリンに聳え立つ紅星は、ソビエト連邦の正当な継承国家であるロシア連邦として、大祖国戦争における勝利の象徴として、現代のロシア国家の象徴として誰もが認識している」と述べた。